# Robert McFarlane

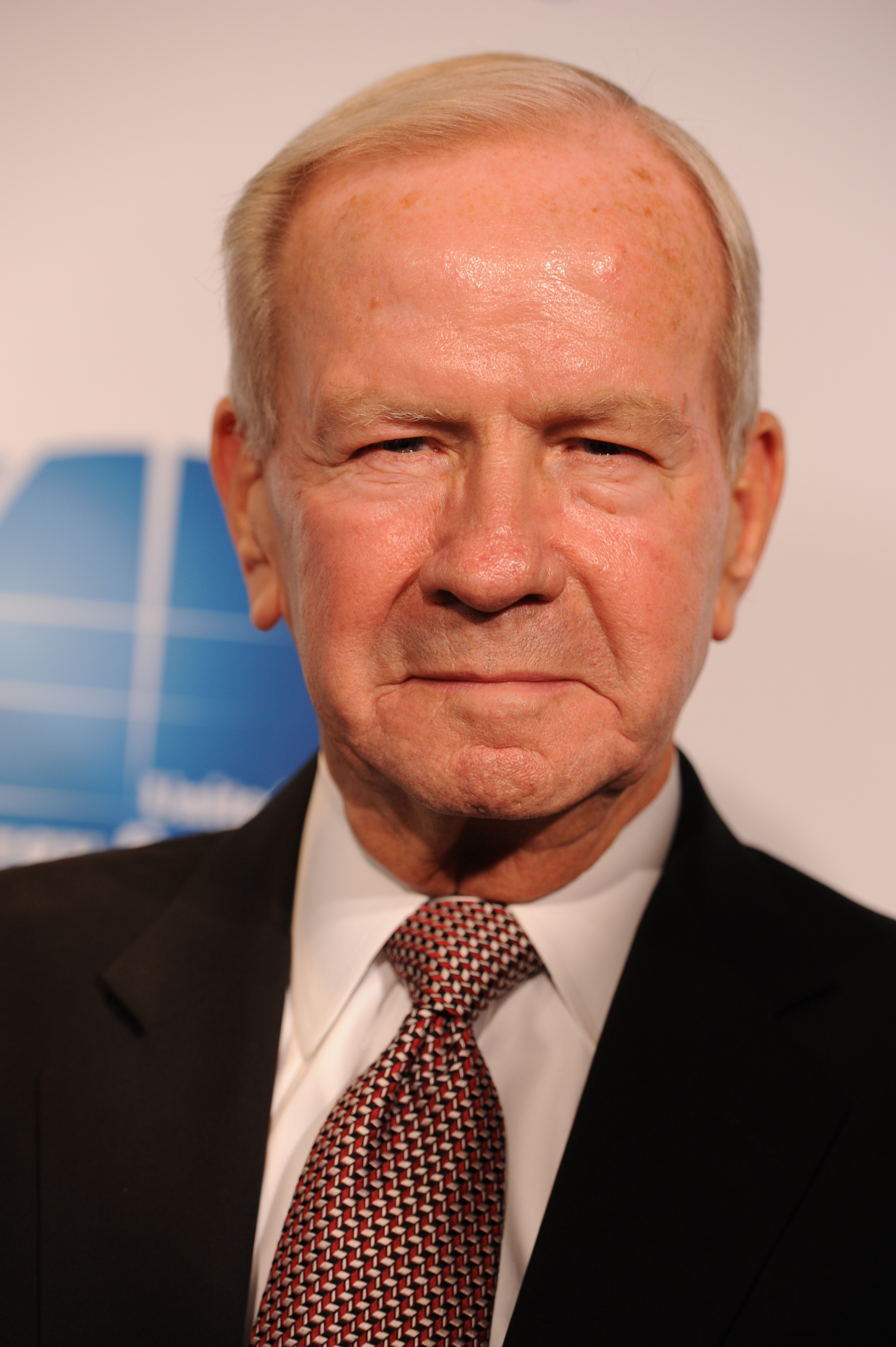
Robert McFarlane

Robert Carl (Bud) McFarlane (Washington D.C., 12 juli 1937 – Lansing (Michigan), 12 mei 2022) was een Amerikaanse militair en overheidsdienaar, die van 1983 tot 1986 de functie van nationaal veiligheidsadviseur (National Security Advisor) bekleedde onder president Ronald Reagan.
Hij was een van de belangrijkste spelers in de Iran-Contra-affaire. McFarlane bekende uiteindelijk schuld nadat hij was aangeklaagd wegens het wederrechtelijk achterhouden van informatie voor het Amerikaanse Congres. Hij kreeg echter gratie van Reagans opvolger als  president, George H.W. Bush.

## Opleiding en loopbaan bij de marine
McFarlane studeerde van 1951 tot 1959 aan de United States Naval Academy in Annapolis Maryland. Eerder hadden zijn oom Robert (1925) en zijn broer Bill (1949) aan dezelfde academie gestudeerd. Na zijn opleiding kwam McFarlane als tweede luitenant bij de Amerikaanse marine. 
Als marine-officier was McFarlane onder andere Executive Assistant bij het Marine Corps' Operations Deputy. In deze functie bereidde hij ontmoetingen voor met de gezamenlijke stafchefs. Hij diende verder als Action Officer bij de Marine Corps' Operations Division voor Europa (NAVO), het Midden-Oosten en Zuid-Amerika.
McFarlane nam twee keer deel aan de Vietnamoorlog, waar hij in 1965 betrokken was bij de eerste landing van de Amerikaanse strijdkrachten. Tijdens zijn deelname werd hij uitgekozen voor de opleiding strategische studies aan het Graduate Institute of International Studies (Institut de Hautes Etudes Internationales, HEI) in Genève (Zwitserland). Na voltooiing van deze opleiding keerde McFarlane in 1967-1968 terug naar Vietnam als Regimental Fire Support Coordinator bij de 3rd Marine Division, dat werd ingezet tijdens het Tet-offensief. Verder was hij onder andere actief in Con Thien, Cam Lo, Dong Ha en Khe Sanh. Na terugkeer in de VS werd hij in 1971 als eerste marine-officier benoemd tot White House Fellow, waarmee hij de kans kreeg ervaring op te doen als toekomstig leider in functies van de federale overheid.
McFarlane werd aangesteld bij het Office of Legislative Affairs van het Witte Huis en was vervolgens Military Assistant van Henry Kissinger bij de Nationale Veiligheidsraad. McFarlane zorgde tussen 1973 en 1976 voor de uitwisseling van inlichtingen met de Volksrepubliek China. Hij vergezelde Kissinger bij Richard Nixons bezoek aan China in 1972. Bovendien was McFarlane betrokken bij andere aspecten van het buitenlandbeleid, onder andere in het Midden-Oosten, de betrekkingen met de Sovjet-Unie en wapenbeheersing. McFarlane werd door president Gerald Ford aangesteld als Special Assistant voor Nationale Veiligheidsvraagstukken. Hij eindigde zijn marineloopbaan in Okinawa in 1979, met de rang van luitenant-kolonel.

## Burgerlijke functies
In 1979 werd McFarlane door senator John Tower aangesteld bij de Senate Committee on Armed Services, waar hij verantwoordelijk was voor personeelsbenoemingen bij de uitvoering van wapenbeperking volgens het Amerikaans-Russische SALT II-verdrag. Tijdens de campagne voor de Amerikaanse presidentsverkiezingen 1980 was hij het brein achter veel van Ronald Reagans voorstellen over het buitenlandbeleid.
In 1981 stelde president Reagan McFarlane aan als assistent van minister van Buitenlandse Zaken Alexander Haig. In 1982 werd hij door Reagan benoemd tot adjunct-nationaal veiligheidsadviseur, waarmee hij verantwoordelijk werd voor de integratie van beleidsadviezen van de ministeries van Buitenlandse Zaken, Financiën en Defensie. In 1983 kwam hij in dienst als speciale vertegenwoordiger in het Midden-Oosten, waar hij verantwoordelijk was voor onderhandelingen bij de conflicten tussen Israël en de Arabische landen. Na deze benoeming keerde hij terug naar het Witte Huis en werd hij Reagans nationaal veiligheidsadviseur. Op deze post was hij verantwoordelijk voor de ontwikkeling van het Amerikaanse buitenland- en defensiebeleid.

## Iran-Contra-affaire en ontslag
De Iran-Contra-affaire heeft betrekking op geheime wapenverkopen aan Iran waarna de verkregen inkomsten werden gebruikt voor de financiering van de Contra's in Nicaragua. McFarlane en zijn opvolger John Poindexter waren sterk betrokken bij zowel de leveringen aan Iran als de steun aan de Contra's.
McFarlane was assistant van de minister van Buitenlandse Zaken Alexander Haig toen hij in 1981 het plan Taking the War to Nicaragua opstelde en een staf vormde (de Restricted Inter-Agency Group, RIG) om dit beleid in Midden-Amerika uit te voeren. Als nationaal veiligheidsadviseur spoorde hij Reagan aan te onderhandelen over geheime wapentransacties met een gematigde groep Iraniërs, die oppositie voerden tegen Ayatollah Khomeini. In ruil hiervoor zouden de Iraniërs Hezbollah bewegen tot het vrijlaten van Amerikaanse gijzelaars die werden vastgehouden in Libanon. Dit ging in tegen het advies van Caspar Weinberger, adviseur van minister van Buitenlandse Zaken George Shultz.
Hoewel inmiddels gepensioneerd, trad McFarlane hij in mei 1986 op als gezant bij de levering van wapens aan de Iraniërs. Toen na de eerste levering geen gijzelaars vrijkwamen, weigerde hij de volgende leverantie te laten plaatsvinden. Toen het nieuws over de geheime missie gepubliceerd werd in het Libanese weekblad Ash-Shiraa, compleet met details en de bevestiging van het nieuws door topambtenaren uit Iran, reageerde stafchef Donald Regan met de verklaring dat McFarlane de enige topambtenaar was achter de wapentransacties. McFarlane weigerde met de pers te spreken, maar werd door Regans uitlatingen voor het blok gezet.
McFarlane probeerde zelfmoord te plegen met een overdosis valium op 9 februari 1987. Hij verklaarde hierover dat hij zijn land had teleurgesteld.
In 1988 bekende hij schuld bij vier aanklachten over het achterhouden van informatie voor het Congres in het kader van de geheime Iran-Contra-operatie. Hij werd veroordeeld tot twee jaar voorwaardelijk en een boete van 20.000 dollar maar hij kreeg gratie van president George H.W. Bush op kerstavond in 1992, samen met andere hoofdrolspelers in het schandaal, tijdens de nadagen van de regering-Bush, de zogenaamde lame duck-periode.

## Latere  functies
McFarlane bekleedde bestuursfuncties bij:
- Aegis Defence Services
- Vadium Technology, Inc.
- Partnership for a Secure America
- BioEnergy International, LLC

Bij de presidentverkiezingen van 2008 was hij adviseur van de campagne van John McCain. Ook was hij lid van het Committee on the Present Danger, een neoconservatieve denktank.